# Muscadet Sèvre et Maine
Das Weinbaugebiet Muscadet-Sèvre et Maine ist Teil des Gebiets Pays Nantais und somit der Weinbauregion Loire. Seit dem 14. November 1936 (die letzte Änderung des Dekrets erfolgte am 12. Februar 1999) verfügt das Gebiet über den Status einer Appellation d’Origine Contrôlée (kurz AOC). Das Weinbaugebiet liegt auf der orographisch linken Seite der Loire bei der Stadt Nantes. Auf einer bestockten Rebfläche von ca. 9740 Hektar werden im Durchschnitt jährlich ca. 530.000 hl Wein geerntet. Bis zum 9. Oktober 1995 hieß das Gebiet noch Muscadet de Sèvre et Maine.
Zugelassene Rebflächen befinden sich in der Gemeinde Sèvremoine im Département Maine-et-Loire sowie den 21 Gemeinden Aigrefeuille-sur-Maine, Basse-Goulaine, La Chapelle-Heulin, Château-Thébaud, Clisson, Divatte-sur-Loire, Gorges, La Haie-Fouassière, Haute-Goulaine, Landréau, Loroux-Bottereau, Maisdon, Monnières, Mouzillon, Le Pallet, La Regrippière, Saint-Fiacre, Saint-Julien-de-Concelles, Sainte-Lumine-de-Clisson, Vallet und Vertou im Département Loire-Atlantique.
Im Norden grenzt das Gebiet an die Appellation Muscadet-Coteaux de la Loire und im Osten an das Gebiet Muscadet-Côtes de Grandlieu. Entwässert wird das Gebiet von den Flüssen Sèvre Nantaise, Maine, Moine und Sanguèze.
Zur Herstellung der trockenen Weißweine ist ausschließlich die Rebsorte Melon de Bourgogne zugelassen. Vor der Vergärung muss der natürliche Mindest-Zuckergehalt des Mosts 144 g/l betragen, was einem Alkoholgehalt von 9 Vol.-% im Wein entspricht (→ Mostgewicht). Falls in schlechten Jahren einer Chaptalisation zugestimmt wird, darf der Alkoholgehalt des fertig vergorenen Weines nicht 12 Vol.-% übersteigen. Die Pflanzdichte wurde auf 6500–7500 Rebstöcke/Hektar festgelegt.
Der Ertrag ist seit 1993 auf 55 hl/ha beschränkt. In gewissen Jahren kann dieser Betrag bis auf 72 hl/ha korrigiert werden. Es sei festgehalten, dass der Ertrag im Jahr 1936 auf 40 hl/ha beschränkt war.
Um die Bezeichnung Muscadet-Sèvre et Maine sur lie tragen zu dürfen, müssen die Weine nach der Vergärung mindestens bis zum 1. März des der Ernte folgenden Jahres im Gärbehälter im Kontakt mit der Gärhefe verbleiben. Die Flaschenabfüllung erfolgt unmittelbar nach dem Abstich jedoch spätestens am 30. November des der Ernte folgenden Jahres. Der längere Kontakt mit der Hefe und den Schalen verleiht dem Wein ein komplexeres Aroma und eine größere Frische. Außerdem behält der Wein einen leichten Kohlensäuregehalt, so dass der Wein leicht prickelt. Allerdings praktizieren einige Händler eine andere Technik. Die Weine werden bei den einzelnen Winzern von den Schalen und der Hefe abgezogen und zu den Kellern der Händler gebracht. Erst nachdem eine genügend große Charge eingeholt wurde, wird dem Wein wieder Kohlendioxid hinzugegeben um dem Wein sein feines Moussieren wieder zu geben. Das Ergebnis ist allerdings längst nicht so gut. Erstklassige Muscadet sur lie können daher nur Erzeugerabfüllungen sein, die man am Etikett mit dem Vermerk Mise en bouteille au Château oder Mise en bouteille au Domaine erkennt.
Ein Muscadet-Sèvre et Maine ist in der Regel ein einfacher und unkomplizierter Wein, der durch seine Frische, Fruchtigkeit und durch sein leichtes Moussieren besticht. Er ist ein guter Begleiter von Meeresfrüchten und hat einen relativ niedrigen Alkoholgehalt. Am besten trinkt man ihn jung und frisch bei einer Trinktemperatur von 8 bis 10 °C.

## Einrichtung kommunaler Appellationen
Seit Januar 2017 existieren auf dem Gebiet der AOC Muscadet Sèvre et Maine auch drei kommunale AOCs. Im Einzelnen sind dies:
- Muscadet Sèvre et Maine Gorges[1], wobei die Trauben aus den Gemeinden Gorges, Clisson, Monnières oder Mouzillon stammen dürfen.
- Muscadet Sèvre et Maine Clisson[2], wobei die Trauben aus den Gemeinden Aigrefeuille-sur-Maine, Château-Thébaud, Clisson, Gorges, Maisdon-sur-Sèvre oder Saint-Lumine-de-Clisson  stammen dürfen.
- Muscadet Sèvre et Maine Le Pallet[3], wobei die Trauben aus den Gemeinden La Chapelle-Heulin  oder Le Pallet stammen dürfen.

Ansonsten gelten die gleichen Reglementierungen wie für die regionale Appellation.